# Canthigaster marquesensis
Canthigaster marquesensis (Allen y Randall, 1977) es una especie de peces de la familia Tetraodontidae en el orden de los Tetraodontiformes. Pez globo de nariz afilada.

## Morfología
Los machos pueden llegar alcanzar los 7,1 cm de longitud total.

## Hábitat
Es un pez de mar de clima tropical y asociado a los  arrecifes de coral, con un rango de profundidad de 15 a 42 metros.

## Distribución geográfica
Distribución global: Tropical, Pacífico Central Oriental, incluyendo Nuku Hiva y las Islas Marquesas.

## Observaciones
Es inofensivo para los humanos.